# Gheorghe Dumitrescu
Gheorghe Dumitrescu (født 15. december 1914 i Otesani - død 20. februar 1996 i Bukarest, Rumænien) var en rumænsk komponist, dirigent, violinist, professor og lærer.
Dumitrescu studerede komposition på Musikkonservatoriet i Bukarest hos Mihail Jora, Dimitrie Cuclin, og direktion hos Filip Lazar. Han har skrevet 11 symfonier, orkesterværker, operaer, kammermusik, koncerter, balletmusik, korværker, teatermusik, oratorier, vokalmusik, filmmusik etc.
Dumitrescu var ligeledes dirigent og violinist på Bukarest Nationale Teater og underviste som professor og lærer i komposition på Musikkonservatoriet i Bukarest. Modtog flere priser gennem tiden bl.a. de rumænske akademipriser (1951,1961).

## Udvalgte værker
- Symfoni nr. 1 (1945) - for orkester
- Symfoni nr. 2 "Republik" (1962) - for orkester
- Symfoni nr. 3 (1965) - for orkester
- Symfoni nr. 4 (1968) - for orkester
- Symfoni nr. 5 "af klokkerne" (1983) - for orkester
- Symfoni nr. 6 (1990) - for orkester
- Symfoni nr. 7 (1990) - for orkester
- Symfoni nr. 8 (1990) - for orkester
- Symfoni nr. 9 (1990) - for orkester
- Symfoni nr.10 "Hellig (1990) - for orkester
- Symfoni nr.11 "af smerte og håb" (1993) - for orkester
- Hamlet (1941) - Teatermusik
- Cellokoncert (1947) - for cello og orkester
- "Jordens sange" (1958) - for blandet kor